# Yŏn’an
Yŏn’an (kor. 연안군, Yŏn’an-gun) – powiat w Korei Północnej, w prowincji Hwanghae Południowe. W 2008 roku liczył 158 845 mieszkańców. Graniczy z powiatami Ch’ŏngdan od zachodu, Pongch’ŏn od północy i Paech’ŏn od wschodu. Powiat znajduje się nad Morzem Żółtym, określanym w Korei Północnej jako Morze Zachodniokoreańskie. Przez powiat przebiega 64-kilometrowa linia kolejowa Paech’ŏn, łącząca stacje Ŭnpit w powiecie Paech’ŏn oraz stację Jangbang, znajdującą się w granicach administracyjnych stolicy prowincji Hwanghae Południowe, Haeju, a także linia T’ohae z Haeju do stacji Kaep’ung w powiecie o tej samej nazwie (prowincja Hwanghae Północne).

## Historia
Przed wyzwoleniem Korei spod okupacji japońskiej tereny należące do powiatu wchodziły w skład powiatu Yŏnbaek, składającego się z 8 miejscowości (kor. myŏn) oraz 68 wsi (kor. ri). W obecnej formie powstał w wyniku gruntownej reformy podziału administracyjnego w grudniu 1952 roku. W jego skład weszły wówczas tereny należące wcześniej do miejscowości Ryongdo, Kwaegung, Ho'nam, Pungsŏ, Haesŏng, Songbong, Mokdan (8 wsi), Hodong (3 wsie), Pongbuk (7 wsi), Yŏn’an (11 wsi) i Haeryong (6 wsi – wszystkie miejscowości poprzednio należały do powiatu Nam'yŏnbaek). Powiat Yŏn’an składał się wówczas z jednego miasteczka (Yŏn’an-ŭp) oraz 27 wsi.

## Podział administracyjny powiatu
W skład powiatu wchodzą następujące jednostki administracyjne:
| Nazwa jednostki administracyjnej | Rodzaj jednostki administracyjnej | Hangul       | Hancha       |
| -------------------------------- | --------------------------------- | ------------ | ------------ |
| Yŏn’an-ŭp                        | miasteczko                        | 연안읍       | 延安邑       |
| Yŏmjŏn-rodongjagu                | dzielnica robotnicza              | 염전로동자구 | 鹽田勞動者區 |
| Jayang-ri                        | wieś                              | 자양리       | 紫陽里       |
| Sojŏng-ri                        | wieś                              | 소정리       | 素井里       |
| Ho'nam-ri                        | wieś                              | 호남리       | 湖南里       |
| Rajinp'o-ri                      | wieś                              | 라진포리     | 羅津浦里     |
| Kaean-ri                         | wieś                              | 개안리       | 開安里       |
| Janggok-ri                       | wieś                              | 장곡리       | 長谷里       |
| Ryongho-ri                       | wieś                              | 룡호리       | 龍湖里       |
| Haewŏl-ri                        | wieś                              | 해월리       | 海月里       |
| Soa-ri                           | wieś                              | 소아리       | 小雅里       |
| Tongsan-ri                       | wieś                              | 동산리       | 銅山里       |
| Pongdŏk-ri                       | wieś                              | 봉덕리       | 鳳德里       |
| Ahyŏn-ri                         | wieś                              | 아현리       | 雅峴里       |
| Ch'angdŏk-ri                     | wieś                              | 창덕리       | 彰德里       |
| To'nam-ri                        | wieś                              | 도남리       | 道南里       |
| Ch'ŏnt'ae-ri                     | wieś                              | 천태리       | 天台里       |
| Palsan-ri                        | wieś                              | 발산리       | 鉢山里       |
| Puhŭng-ri                        | wieś                              | 부흥리       | 富興里       |
| P'ungch'ŏn-ri                    | wieś                              | 풍천리       | 豊川里       |
| Jŏngch'on-ri                     | wieś                              | 정촌리       | 鼎村里       |
| Ohyŏn-ri                         | wieś                              | 오현리       | 梧峴里       |
| Waryong-ri                       | wieś                              | 와룡리       | 臥龍里       |
| Ch'ŏnghwa-ri                     | wieś                              | 청화리       | 靑花里       |
| Hosŏ-ri                          | wieś                              | 호서리       | 湖西里       |
| Songho-ri                        | wieś                              | 송호리       | 松湖里       |
| Hwayang-ri                       | wieś                              | 화양리       | 華陽里       |
| Sin'yang-ri                      | wieś                              | 신양리       | 新陽里       |
| Haenam-ri                        | wieś                              | 해남리       | 海南里       |